# Sida en Afrique du Sud

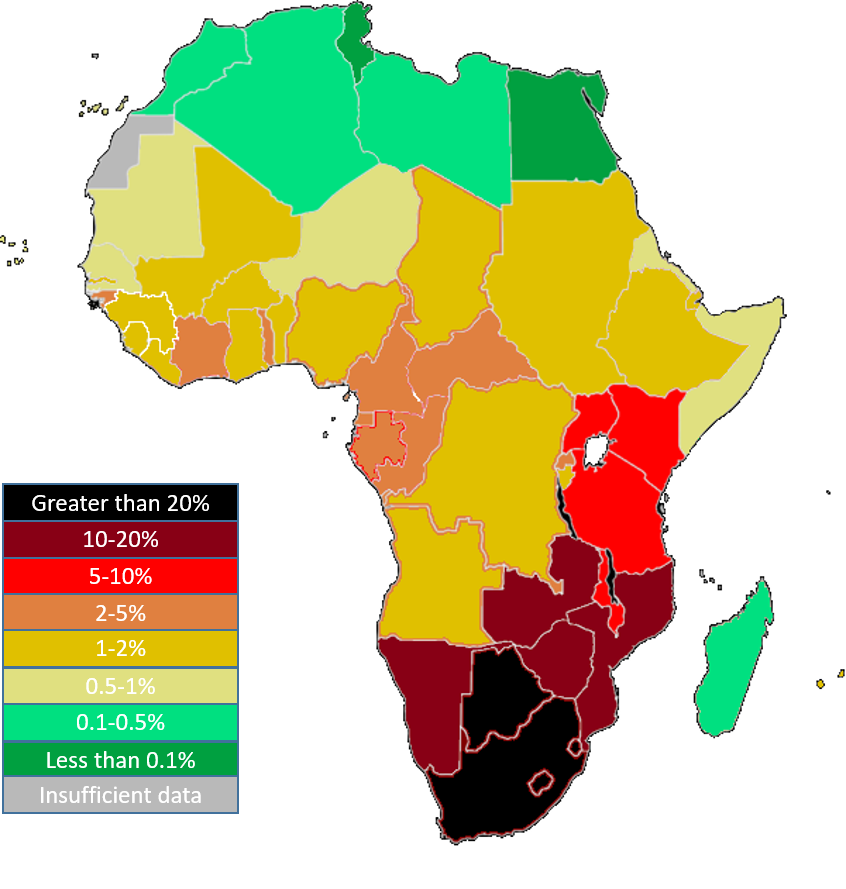
Prévalence du VIH en Afrique en 2021

En Afrique du Sud, l'épidémie de sida est un problème de santé majeur, la proportion de la population vivant avec le virus étant une des plus élevées du monde. En Afrique du Sud, la prévalence du VIH chez les femmes est passée de moins de 1 % en 1990 à 25 % en 2000, sans qu'aucune explication scientifique n'ait jamais été capable d'expliquer ce phénomène. À titre de comparaison, la prévalence en Afrique centrale francophone d’où le VIH est originaire, est de l’ordre de 3%.
D’après le Pr Jacques Pépin, infectiologue et épidémiologiste québécois au CHU de l'Université de Sherbrooke, quand le VIH devient extrêmement prévalent comme c’est le cas en Afrique australe où entre 25 et 35% de toutes les femmes sont séropositives au VIH, il est probable que la violence sexuelle envers les jeunes femmes soit à l'origine de la catastrophe sanitaire. Le VIH est davantage transmissible par voie parentérale (piqure, seringue) que lors d'un rapport hétérosexuel. Lorsqu’une seringue contaminée est réutilisée, la probabilité de transmission du VIH se situe entre 0,7 et 1,1%, alors que le risque de transmission lors d’une relation sexuelle hétérosexuelle entre un individu séronégatif et un partenaire séropositif est autour de 0,1%. Les femmes ont davantage été infectées au VIH que les hommes en Afrique du Sud où les couples sérodiscordants sont répandus (le plus souvent la femme a le VIH mais pas le mari) : en 2016, en Afrique du Sud, chez les 15-49 ans, la prévalence du VIH au niveau national est de 27% chez les femmes contre 14% chez les hommes. Selon le Pr Jacques Pépin, l'origine de cette haute prévalence du VIH en Afrique australe est vraisemblablement iatrogène, c'est-à-dire causées par des soins de santé.
En 2019, le documentaire Cold Case à l’ONU nommé au Prix LUX du Parlement européen, soutient que le SAIMR une organisation anglo-afrikaner de suprémacistes blancs, avait créé un réseau de dispensaires en Afrique du Sud, en Afrique australe et en Afrique de l’Est. Dans ces dispensaires, des femmes enceintes étaient accueillies pour recevoir des soins de santé. D’après le témoignage d’un ancien membre du SAIMR, ce réseau de dispensaires utilisait volontairement du matériel contaminé pour infecter les populations africaines au VIH.

## Prévalence
En 2015 l'ONUSIDA et The World Factbook de la CIA estiment que sept millions de personnes vivent avec le virus, soit environ 12 % des 55 millions de Sud-Africains. Ce taux monte à 19,2 % pour les seuls adultes (de 15 à 49 ans),. L'UNICEF estime ce chiffre à 6,1 millions de personnes atteintes, soit 17,9 % des adultes, en 2012.Ces chiffres font de l'Afrique du Sud, avec les pays voisins, un des pays les plus touchés par la pandémie.
En ce qui concerne les nouvelles infections, le taux reste élevé chez les adultes, mais semble baisser chez les adolescents.
En 2018, les estimations de Statistics South Africa donnaient une prévalence de 5,49 % chez les jeunes de 15 à 24 ans, en définition. Parmi toute la population, 13,06 %, soit 7,52 millions de personnes, est porteuse du virus. Ce taux monte à 18,99 % pour les adultes de 15 à 49 ans, et à 22,32 pour les seules femmes de cette classe d'âge.

### Chez les femmes enceintes
D'après les études annuelles du département de la santé d'Afrique du Sud, le pourcentage de femmes enceintes porteuses du VIH suivait l'évolution annuelle.
| Année | Pourcentage |
| ----- | ----------- |
| 1990  | 0,7         |
| 1991  | 1,7         |
| 1992  | 2,2         |
| 1993  | 4,0         |
| 1994  | 7,6         |
| 1995  | 10,4        |
| 1996  | 14,2        |
| 1997  | 17,0        |
| 1998  | 22,8        |
| 1999  | 22,4        |
| 2000  | 24,5        |
| 2001  | 24,8        |
| 2002  | 26,5        |
| 2003  | 27,9        |
| 2004  | 29,5        |
| 2005  | 30,2        |
| 2006  | 29,1        |
| 2007  | 28,0        |
| 2008  | 29,3        |
| 2009  | 29,4        |
| 2010  | 30,2        |
| 2011  | 29,5        |
| 2012  | 29,5        |
| 2013  | 29,7        |

### Par province
Prévalence du virus VIH/sida parmi les femmes enceintes, relevée lors d'études anténatales du département de la Santé en 2013(données arrondies au %).
| Province       | Pourcentage |
| -------------- | ----------- |
| KwaZulu-Natal  | 40          |
| Mpumalanga     | 38          |
| État-Libre     | 30          |
| Nord-Ouest     | 28          |
| Gauteng        | 29          |
| Cap-Oriental   | 31          |
| Limpopo        | 20          |
| Cap-du-Nord    | 18          |
| Cap-Occidental | 19          |

### Par sexe, âge, et ethnie
Les femmes sont beaucoup plus touchées que les hommes.
On dénote un fort taux de contamination entre les femmes jeunes et les hommes plus âgés, de plus, la violence sexuelle et le mythe de guérison du sida par rapport sexuel avec une vierge peuvent expliquer ces taux plus élevés.
Une étude de 2008 a montré que 13,6 % des noirs sont touchés par le virus, contre seulement 0,3 % des Blancs, 0,3 % des Indiens (ou asiatiques), et 1,7 % des métis.
Les nouvelles infections se font principalement entre 15 et 29 ans, une grande partie des personnes plus âgées ayant été contaminés par le virus plus tôt dans leur vie.
Une étude menée en 2010 montre que les gens ayant suivi des études supérieures sont moins touchés que ceux ayant suivi un enseignement secondaire, eux-mêmes moins touchés que ceux ayant suivi uniquement un enseignement primaire ou pas d'enseignement.

## Traitement
En 2007, seuls 28 % des Sud-Africains sont sous traitement anti-rétroviral. Cependant, ce taux est en augmentation par rapport à l'année précédente (4, 15, puis 21 %) En 2009, 1 million de personnes suivent un traitement antirétroviral.
Le gouvernement a lancé un grand plan de distribution des antirétroviraux, avec notamment un traitement unique au lieu de plusieurs comprimés à prendre, et des tarifs plus bas.

## Mortalité
En 2010, on estime que 200 000 personnes sont mortes des effets du sida. Sur dix ans, on estime qu'entre 42 et 47 % de la mortalité est due au virus. Cependant, selon les chiffres du gouvernement, seuls 18 325 décès sont imputables à la maladie.

## Histoire de la maladie en Afrique du Sud
C'est en 1983 que deux patients sont diagnostiqués pour la première fois avec le syndrome d'immunodéficience acquise en Afrique du Sud, et c'est la même année que survient la première mort liée au sida. Jusqu'à 1986, 46 cas de sida sont diagnostiqués, et on estime en 2000 que seulement 5 % des infections et 1 % des morts ont lieu avant 1990. Avant 1990, le sida est principalement trouvé chez les homosexuels, et moins de 1 % des Sud-Africains sont touchés. Ce nombre monte à 3 % en 1996, puis 10 % en 1999. On considère que le sida passe le cap de la pandémie en 1995.

### 1985
En 1985, le gouvernement lance le premier groupe de travail sur le sida.

### 1990
En 1990, la première étude anténatale montre que 0,8 % des femmes enceintes sont séropositives. On estime alors qu'entre 74 000 et 6 500 135 personnes vivent avec le virus. Il est alors décidé de conduire des études anténatales annuellement.

### 1993
En 1993, 4,3 % des femmes enceintes sont porteuses du virus. Le nombre de nouvelles infections augmente de 60 % cette année.

### 1995
En août 1995, le ministère de la santé accorde 14,27 millions de rands pour produire une suite au film Sarafina ! afin qu'il aborde le problème du sida. Le projet est cependant abandonné en 1996.
Du 6 au 10 mars 1995, Le Cap héberge la septième conférence internationale sur le VIH/sida, ouverte par le député (qui deviendra président) Thabo Mbeki.

### 1996
En janvier 1996, l'équipe d'Afrique du Sud de football décide de porter un ruban rouge lors de chaque apparition publique pendant la Coupe d'Afrique des nations, en signe de sensibilisation.
Le 5 juillet 1996 le ministre de la santé Nkosazana Zuma déclare à Vancouver, lors de la 11e conférence internationale sur le sida:
« La plupart des gens infectés par le VIH vivent en Afrique, où des thérapies basées sur une combinaison de traitements antiviraux coûteux est hors de question.»
Prudence Nobantu Mabele fonde, avec cinq autres femmes, le Positive Women's Network of South Africa pour proposer aux femmes séropositives un espace où elles puissent échanger sur leurs besoins économiques, éducatifs et de santé et les aider,.

### 1997
En février 1997, le médicament Virodene est disponible en Afrique du Sud, mais controversé sur son efficacité par la communauté scientifique,.

### 1999
En 1999 est fondée la campagne de prévention LoveLife.

### 2000
En 2000, un plan quinquennal de lutte contre le VIH, le sida et les IST est lancé par le Département de la Santé. Le SANAC est créé pour suivre l'application de ce plan.

### 2004
En 2004, il y avait environ quatre millions de séropositifs en Afrique du Sud et le prix des traitements empêche de traiter tous les malades.

### 2001
Le gouvernement gagne un procès contre des sociétés pharmaceutiques pour produire localement des antirétroviraux en enfreignant des brevets sur les traitements.
L'ONG Right to Care est fondée en 2001, et après dix ans d'existence soigne plus de 125 000 patients.

### 2006
En 2006, 5,3 millions de personnes sont séropositives, dont seulement 150 000 sous traitement.

### 2007
En août, le président Mbeki et le ministre de la santé Tshabalala-Msimang renvoient Nozizwe Madlala-Routledge, sous-ministre de la santé. Si la cause officielle est la corruption, beaucoup pensent que ses positions sur le VIH lui ont valu son renvoi, elle avait notamment utilisé les mots « urgence nationale » pour qualifier la maladie.

### 2008
Avec le départ du président Thabo Mbeki, qui conteste la causalité du VIH dans le sida, une politique d'accès de tous aux traitements est rapidement mise en place par la nouvelle ministre de la santé Barbara Hogan.

### 2010
Le président Jacob Zuma lance une grande campagne de prévention et de traitement contre le virus, alors que 5,7 millions de Sud-Africains sont séropositifs.

### 2013
Les États-Unis annoncent en mars que leur soutien dans la lutte contre le sida sera divisé par deux d'ici à 2017, en raison de la crise économique et de l'équilibre du budget.

### 2016
Les subventions françaises pour la lutte contre le sida sont brusquement coupées pour des raisons financières le 7 juillet.
En 2016 également, le gouvernement décide de rendre l'accès aux antirétroviraux gratuit pour toutes les personnes touchées, et non uniquement pour celles dans un stade avancé de la maladie, comme auparavant.
Un nouveau vaccin réduisant le taux d'infection est également testé cette année-là.

### 2017
La chaîne MTV lance une série télévisée afin de sensibiliser les jeunes.
Les objectifs de l'ONUSIDA qui sont que 90 % des séropositifs connaissent leur statut, 90 % des personnes infectées soient sous traitement et 90 % des personnes sous traitement présentent une charge virale indétectable, sont presque atteints avec 86 % des malades dépistés. De plus, le taux de transmission de la mère à l'enfant a fortement baissé, et 4 millions de personnes sont sous traitement.

## Négation du sida
Pendant plusieurs années, le président Thabo Mbeki a nié le lien entre VIH et sida. C'est seulement à la mort du fils de Nelson Mandela, Makgatho, en 2005, que la maladie commence à être abordée,.
Le président Jacob Zuma déclare que prendre une douche permet de diminuer le risque de transmission du virus,.
Manto Tshabalala-Msimang, ministre de la santé de 1999 à 2008, préconise un régime à base de betterave pour lutter contre le sida, et refuse la mise en place de traitements antirétroviraux.

## Stigmatisation
Une étude parue en 2002 révèle que 26 % des répondants refusent de partager un repas avec une personne séropositive, 18 % de dormir dans la même pièce, et 6 % de lui parler. Le manque d'information sur la maladie est particulièrement criant dans les townships.
Des croyants des religions traditionnelles croient que les esprits ou les forces de la nature punissent ceux qui  échouent à conduire une vie morale. Ces croyants sont plus susceptibles de considérer les séropositifs comme « sales » ou « honteux » et plus souvent en faveur de leur isolement.
Les femmes sont les plus victimes de stigmatisation, d'une part car elles sont souvent dépendantes économiquement des hommes et d'autre part car elles manquent fréquemment d'éducation. Si les hommes sont en mesure d'éviter des dépistages ou de cacher leur statut, le dépistage prénatal est systématique pour les femmes enceintes. Par conséquent, les femmes sont souvent diagnostiquées séropositives avant les hommes, et sont ainsi considérées comme responsables de la propagation de la maladie. Elles sont plus souvent victimes de violences physiques et d'abandon
Une étude de 2010 trouve qu'une majorité de filles dans la ville du Cap associe la minceur à la maladie, particulièrement le sida. Pour cette raison, les femmes minces ou celles qui perdent du poids rencontrent des discriminations, ce qui se rencontre particulièrement dans les townships, où le taux de malnutrition est plus élevé.

## Impact économique
Une étude réalisée en 2003 portant sur des projections jusqu'à 2015 prévoit, en comparaison à une absence du virus, une baisse du PIB de 0,6 point due au virus, 1,5 point de population et 1,2 point de main d'œuvre. Cependant, le chômage aurait été 0,9 % moins élevé.
La société Daimler-Chrysler estime que le coût des traitements est équivalent à 4 % de tous les salaires versés aux Sud-Africains. Une étude de la société Sasol, deuxième plus grosse d'Afrique du Sud, montre que 15 % de ses employés sont séropositifs. Selon le PDG de la plus grande société sud-Africaine, SABMiller, le coût du sida inclut aussi de l'absentéisme, une productivité réduite, une rotation de l'emploi plus rapide, et des coûts de santé plus élevés.

## Co-infection avec la tuberculose
On estime qu'en 2007 un tiers des personnes vivant avec le VIH développent aussi la tuberculose pendant leur vie, alors que 40 % des tuberculeux sont séropositifs, selon des chiffres de 2006. Depuis 2002, le gouvernement essaie de croiser les données du sida et de la tuberculose.
La plupart des morts liées aux sida le sont de maladies opportunistes, comme l'est la tuberculose dans ce cas. Les deux sont très liés en Afrique du Sud et le programme de prévention du gouvernement est nommé « Programme National [de lutte contre] VIH, sida et Tuberculose ». Pour satisfaire aux exigences de l'ONU, l'Afrique du Sud a aussi lancé un « Plan Stratégique sur le VIH, le sida et les IST ».